# Дуэль миньонов

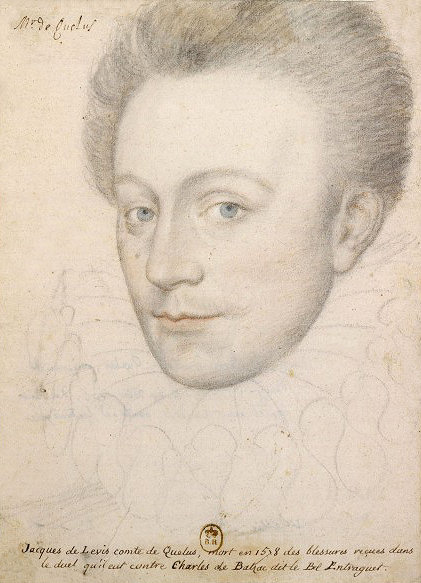
Рисунок Франсуа Кенеля. Келюс

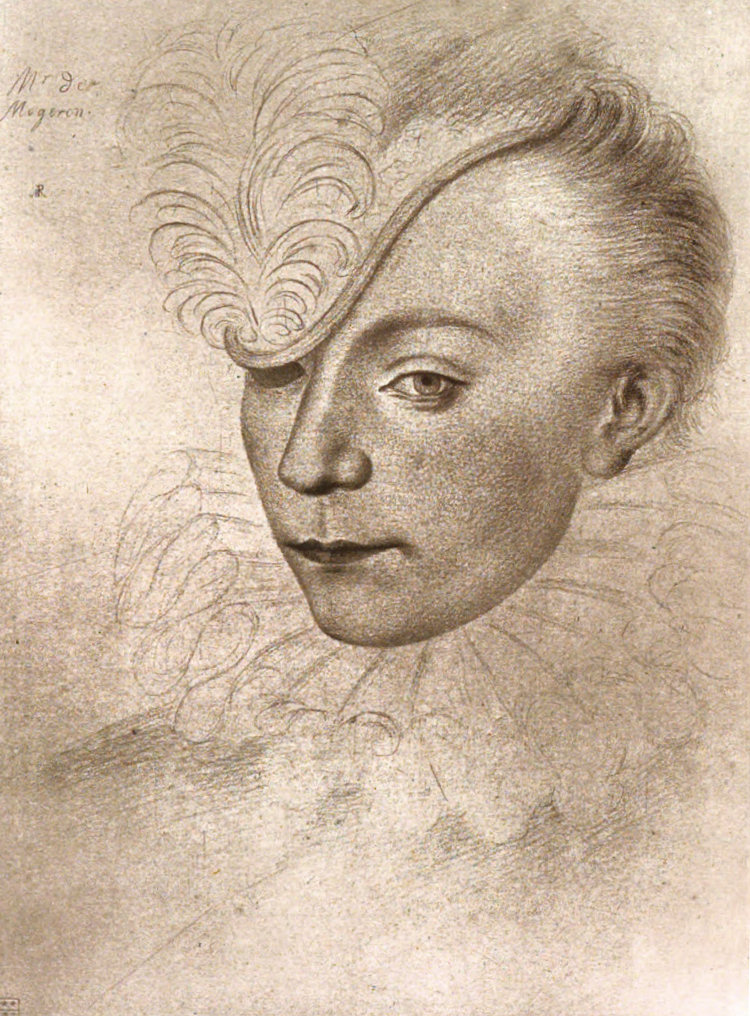
Рисунок Франсуа Кенеля. Можирон. 1577г.

Дуэль миньонов — поединок, состоявшийся в парижском парке Турнель 27 апреля 1578 года между приближёнными короля Франции Генриха III (миньонами) и сторонниками герцога де Гиза (гизарами). Современники сравнивали этот бой с поединком Горациев и Куриациев. В результате дуэли погибли четверо из шести её участников.

## Участники
Миньоны короля:
1. Жак де Леви, граф де Келюс — дуэлянт (тяжело ранен, умер от ран через месяц);
2. Луи де Можирон, маркиз д’Ампуи — секундант (убит);
3. Ги д’Арсе, барон де Ливаро — секундант (тяжело ранен, выжил);

Их противники:
1. Шарль де Бальзак, барон д’Антраг — дуэлянт (легко ранен, выжил);
2. Франсуа д’Эди, виконт де Рибейрак — секундант (тяжело ранен, умер от ран на следующий день);
3. Жорж де Шомберг, барон де Страсбур — секундант (убит);

## Повод
Причина боя никак не связана с тогдашней политической ситуацией во Франции. Келюс случайно застал д’Антрага у своей возлюбленной и на следующий день пошутил при свидетелях, что эта дама «более прекрасна, чем добродетельна». Д’Антраг вызвал Келюса на дуэль. Каждый явился на место поединка с двумя секундантами. Рибейрак попытался примирить противников, чем вызвал раздражение у Можирона; образовалась новая пара сражающихся.
Шомберг спрашивает: «Дерутся четверо, что нам делать?», на что Ливаро отзывается: «Значит, и мы должны драться...». Шомберг и Ливаро также вступают в поединок.
Таким образом, молодые люди нарушили как писаные законы, так и дуэльные обычаи: в декабре 1576 года Генрих III подписал в Блуа эдикт, запрещающий дуэли, а по общепринятым тогда правилам дуэлей секунданты ни в коем случае не должны были вмешиваться в поединок — они, наоборот, обязаны были сделать всё для примирения противников.
«Гизарами» трёх участников дуэли можно назвать лишь с оговоркой. Так, Д’Антраг и Рибейрак действительно были в свите герцога де  Гиза, а вот Жорж де Шомберг был таким же миньоном Генриха III, как и его противники. Это ещё раз доказывает отсутствие политической подоплёки в дуэли.

## Дуэль
Дрались парным оружием — шпагой и кинжалом. Рибейрак перед началом дуэли встал на колени и долго молился. Это разозлило Можирона, и он бросился на врага. Противники поразили друг друга насмерть (Можирон умер на месте, у Рибейрака хватило сил дожить до следующего дня).
Шомберг рубящим ударом отрубил Ливаро часть левой щеки, но сам был смертельно ранен ответным колющим выпадом. Уже будучи фактически заколотым, Шомберг успел нанести миньону сильный удар эфесом по голове.
Келюс заявил, что забыл дома кинжал. Многие потом посчитали такую рассеянность намеренной: по всей Европе входило в моду фехтование одной шпагой, и Келюс мог рассчитывать на преимущество в таком виде боя. Возможно он предполагал, что д’Антраг из благородства также отбросит свой кинжал. Однако тот этого не сделал, предоставив графу самому выпутываться из ситуации. Результат оказался плачевным для Келюса — он получил в общей сложности 19 ударов. Д’Антраг отделался царапиной на руке, однако не стал и добивать миньона.

## Последствия

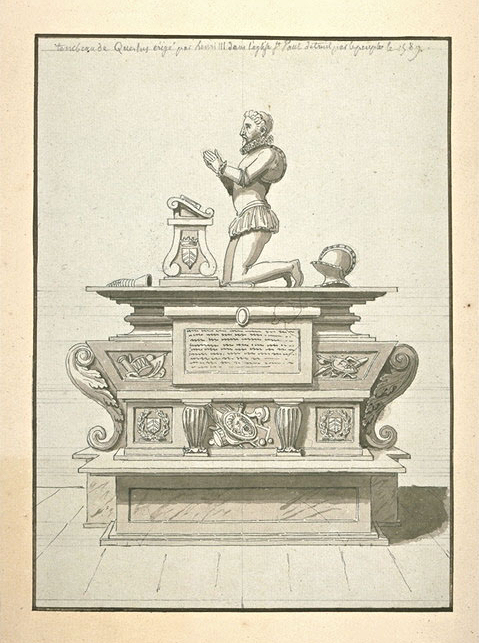
Гробница Келюса и Можирона

Дуэль обострила и без того шаткие отношения короля и де Гиза. Тем не менее, заступничество герцога спасло д’Антрага от гнева короля. Генрих III проявил трогательную заботу о Келюсе и, потратив значительную сумму на лечение друга, сам кормил его с ложечки бульоном. Но неразумному фавориту через месяц после дуэли захотелось проехаться на лошади; раны открылись, и 29 мая Келюс скончался.
Король был неутешен, потеряв своих любимцев. Он приказал воздвигнуть над их могилой великолепный памятник. В обиходе у придворных острословов сразу появилось выражение «tailler en marbre» — «изрубить в мрамор». В мае 1588 года гробница миньонов была разрушена восставшими лигистами.
Ливаро выжил, хотя ему понадобилось шесть недель, чтобы начать поправляться после сильного удара эфесом по голове. Он погиб через 3 года на спровоцированной им самим дуэли с двадцатилетним Антуаном де Меньелей, сыном маркиза де Пьенн. К несчастью Ливаро, юноша только что вернулся из Италии, где изучал искусство фехтования. Секундантами были простолюдины, слуги. Антуан был убит сразу после своей победы ударом в спину — ему отомстил слуга Ливаро, под плащом принесший на дуэль вторую шпагу. Слуга был повешен по приговору суда.
Вопреки официальным запретам на дуэли и явной бессмысленности бойни, учинённой в данном конкретном случае, молодое дворянство сочло реакцию короля формой поощрения, в результате дуэли стали модой и их число, несмотря на повторявшиеся каждым следующим королём противодуэльные эдикты, лишь возрастало. Одновременно дуэль миньонов ввела в моду бой не только непосредственных участников дуэли, но и их секундантов, что ранее совершенно исключалось.

## В искусстве
Сцена «дуэли миньонов» — предпоследняя в романе Александра Дюма-отца «Графиня де Монсоро». Дюма, как всегда вольно обращаясь с историческими фактами, называет миньонами Келюса, Можирона и Шомберга, а их противниками (по роману — сторонниками не Гиза, а брата Генриха III, герцога Анжуйского) — Антрага, Рибейрака и Ливаро. В романе погибают все участники дуэли, за исключением Антрага, который после примирения с умирающим Келюсом спасается бегством от гнева короля.
Четвёртая пара дуэлянтов — герцог д’Эпернон и знаменитый Бюсси — плод фантазии Александра Дюма. Реальный Бюсси д’Амбуаз к дуэли миньонов отношения не имел; он был убит годом позже в замке Монсоро открыто скомпрометированным им мужем любовницы, примерно как и описано в романе. Также к ней не имел отношения герцог д’Эпернон — самый высокопоставленный фаворит короля Генриха. Изображённый Дюма как подлый и трусоватый, герцог, по мемуарам современников, был «галантным и храбрым дворянином», приближённым к Генриху III именно за храбрость, проявленную в религиозных войнах. По другим сведениям, герцог только слыл дуэлянтом: был вызван много раз, неоднократно сам посылал вызов, но не дрался никогда: всегда находились «уважительные причины». Прожил почти до девяноста лет, до старости принимая участие в политических интригах.
Дуэль показана в российском сериале 1997 года «Графиня де Монсоро», при этом имеются расхождения как с романом Дюма, так и с историческими событиями.